# Madhuca cuprea
Espèce
Statut de conservation UICN

 DD  : Données insuffisantes
Classification phylogénétique
Madhuca cuprea est une espèce de plantes à fleurs de la famille des Sapotaceae. C'est un arbre endémique à la Malaisie péninsulaire.

## Répartition
Endémique aux  forêts primaires du Perak.